# Улащик, Владимир Сергеевич
Влади́мир Серге́евич Ула́щик (бел.  Уладзі́мір Сярге́евіч Ула́шчык; 3 февраля 1943, д. Валицковщина, Самохваловичский сельсовет, Минский район, Минская область, Белорусская ССР, СССР — 17 января 2018, Минск, Белоруссия) — советский и белорусский учёный-медик, физиотерапевт. Министр здравоохранения БССР (1986-1990), директор Института физиологии НАН Беларуси (2005-2010). Академик НАН Беларуси (2009), доктор медицинских наук, профессор. Внёс значительный вклад в развитие отечественной физиотерапии и курортологии. Лауреат Государственной премии Белорусской ССР (1986).

## Биография
Родился в крестьянской семье в деревне Валицковщина Минского района Минской области. В 1959 с отличием окончил среднюю школу № 29 г. Минска. С 1959 по 1965 учился в Минском государственном медицинском институте на лечебном факультете. С 1965 по 1968 — стажёр-исследователь и ассистент кафедры общей химии (там же).
В 1968 защитил диссертацию на соискание учёной степени кандидата биологических наук на тему «Ионофоретическая проницаемость кожи и количественные закономерности электрофореза простых ионов через кожу». С 1968 по 1977 — научный сотрудник и руководитель отдела физических методов лечения Белорусского НИИ неврологии, нейрохирургии и физиотерапии.
1974 — защитил диссертацию на соискание учёной степени доктора медицинских наук на тему «Электрофорез лекарственных веществ (экспериментально-клиническое исследование)». 1975 — член Совета молодых учёных при ЦК ЛКСМБ.
С 1976 по 2001 — председатель правления Белорусского общества физиотерапевтов и курортологов.
С 1977 по 2005 — заведующий кафедрой физиотерапии и курортологии Белорусского государственного института усовершенствования врачей.
1980 — учёное звание профессора по кафедре физиотерапии.
С 1984 по 1987 — депутат минского городского Совета народных депутатов.
С 1986 по 1990 — министр здравоохранения БССР.
С 1986 по 1996 — член Комитета по государственным премиям в области науки и техники.
С 1988 по 1990 — депутат Верховного совета БССР.
1989 — член-корреспондент НАН Беларуси по специальности «Медицина».
С 1991 по 1996 — президент Ассоциации «Человек и народная медицина».
1992 — присвоена квалификация физиотерапевта высшей категории.
С 1993 по 2005 — главный редактор журнала «Здравоохранение». По настоящее время заместитель главного редактора журнала «Здравоохранение».
С 1993 по 2005 — главный специалист Министерства здравоохранения Республики Беларусь по физиотерапии.
C 1993 по 2009 — член Высшей аттестационной комиссии при Совете Министров Республики Беларусь, председатель и член экспертных советов ВАК Республики Беларусь.
2003 — почётный академик Белорусской медицинской академии последипломного образования.
С февраля 2005 по август 2010 — директор Института физиологии НАН Беларуси.
2006 — главный редактор журнала «Новости медико-биологических наук».
2009 — академик НАН Беларуси по специальности «Физическая медицина».
С сентября 2010 — руководитель отдела и главный научный сотрудник Института физиологии НАН Беларуси.
Умер 17 января 2018 года, похоронен на Восточном кладбище Минска.
Подготовил более 70 докторов и кандидатов наук.
Автор более 150 изобретений и авторских свидетельств, двух научных открытий.
Им и с его участием разработаны и внедрены в производство около 50 физиотерапевтических аппаратов.
Опубликовал более 800 научных работ, в том числе 50 монографий, учебников и учебных пособий, более 400 журнальных статей, 50 методических рекомендаций и инструкций.

## Награды
- Медаль «В ознаменование 100-летия со дня рождения Владимира Ильича Ленина» (1970).
- Значок «Отличнику здравоохранения» (СССР) (1974).
- Значок «Отличник изобретательства и рационализации» (1980).
- Лауреат Государственной премии БССР в области науки и техники за комплекс работ по теории и методам ультразвуковой терапии (1986).
- Почётное звание «Заслуженный деятель науки Республики Беларусь» (1996).
- Почётная грамота Совета Министров Республики Беларусь (2003).
- Нагрудный знак «Выдатнік друку Беларусі» (2004)[6].
- Почётный профессор БГМУ и Гейдельбергского университета, почетный доктор медицины БГМУ (2001)